# Pro12 2011-2012
Il Pro12 2011-12 fu la 2ª edizione della competizione transnazionale di rugby a 15 per club delle federazioni gallese, irlandese, italiana e scozzese, la 1ª con tale nome nonché l'11ª assoluta includendo le edizioni senza i club della federazione italiana.
Si tenne dal 2 settembre 2011 al 27 maggio 2012 tra 12 squadre che si incontrarono nella stagione regolare con la formula a girone unico per selezionare le quattro che affrontarono i play-off.
Celtic Rugby, la società organizzatrice del torneo, rinominò la competizione in Pro12 per rispecchiarne la nuova composizione e darne una definizione che ne riflettesse il nuovo ambito geografico, non più limitato all'area celtica delle Isole britanniche dopo l'ingresso dei club italiani; inoltre, ricevette il nome commerciale di RaboDirect Pro12 per via della sponsorizzazione garantita dall'istituto di credito olandese Rabobank con un accordo triennale dal 2011 al 2014.
Ad aggiudicarsi il torneo fu, per la quarta volta, la franchigia gallese dell'Ospreys, vittoriosa 31-30 sul campo del Leinster a Dublino.
Poco prima della fine del torneo, la Federazione Italiana Rugby annunciò il ritiro della licenza celtica alla franchigia degli Aironi per motivi finanziari; il suo posto fu preso dalla franchigia federale delle Zebre a partire dalla stagione successiva.
Il valore delle marcature, come stabilito dall’IRFB nel 1992, era: 5 punti per ciascuna meta (7 se trasformata), 3 punti per la realizzazione di ciascun calcio piazzato, idem per il drop.

## Squadre partecipanti
| Galles        | Irlanda  | Italia   | Scozia           |
| ------------- | -------- | -------- | ---------------- |
| Cardiff Rugby | Connacht | Aironi   | Edimburgo        |
| Scarlets      | Leinster | Benetton | Glasgow Warriors |
| Newport G.D.  | Munster  |          |                  |
| Ospreys       | Ulster   |          |                  |

## Stagione regolare

### Risultati
|            | 1ª giornata          |       |
| ---------- | -------------------- | ----- |
| 2-9-2011   | Ospreys - Leinster   | 27-3  |
| 2-9-2011   | Ulster - Glasgow     | 28-14 |
| 2-9-2011   | Edimburgo - Blues    | 15-38 |
| 3-9-2011   | Benetton - Connacht  | 9-11  |
| 3-9-2011   | Munster - Dragons    | 20-12 |
| 4-9-2011   | Scarlets - Aironi    | 32-9  |
|            |                      |       |
|            | 4ª giornata          |       |
| 23-9-2011  | Blues - Munster      | 13-18 |
| 23-9-2011  | Connacht - Dragons   | 17-13 |
| 23-9-2011  | Warriors - Benetton  | 13-15 |
| 24-9-2011  | Aironi - Edimburgo   | 25-19 |
| 24-9-2011  | Scarlets - Leinster  | 10-15 |
| 25-9-2011  | Ospreys - Ulster     | 32-14 |
|            |                      |       |
|            | 7ª giornata          |       |
| 28-10-2011 | Glasgow - Ospreys    | 28-17 |
| 28-10-2011 | Edimburgo - Leinster | 28-36 |
| 28-10-2011 | Munster - Aironi     | 18-6  |
| 29-10-2011 | Benetton - Dragons   | 50-24 |
| 29-10-2011 | Scarlets - Ulster    | 24-17 |
| 29-10-2011 | Connacht - Blues     | 20-26 |
|            |                      |       |
|            | 10ª giornata         |       |
| 2-12-2011  | Ulster - Scarlets    | 24-17 |
| 2-12-2011  | Connacht - Benetton  | 13-15 |
| 2-12-2011  | Edimburgo - Aironi   | 50-10 |
| 2-12-2011  | Leinster - Blues     | 52-9  |
| 3-12-2011  | Ospreys - Munster    | 19-13 |
| 4-12-2011  | Dragons - Glasgow    | 14-14 |
|            |                      |       |
|            | 13ª giornata         |       |
| 6-1-2012   | Dragons - Ospreys    | 21-20 |
| 6-1-2012   | Edimburgo - Ulster   | 20-42 |
| 7-1-2012   | Aironi - Connacht    | 20-6  |
| 7-1-2012   | Blues - Leinster     | 19-23 |
| 7-1-2012   | Scarlets - Glasgow   | 16-14 |
| 7-1-2012   | Munster - Benetton   | 29-11 |
|            |                      |       |
|            | 16ª giornata         |       |
| 23-2-2012  | Scarlets - Benetton  | 34-20 |
| 24-2-2012  | Munster - Blues      | 16-13 |
| 24-2-2012  | Ulster - Ospreys     | 15-14 |
| 24-2-2012  | Connacht - Edimburgo | 26-13 |
| 25-2-2012  | Glasgow - Leinster   | 10-10 |
| 26-2-2012  | Aironi - Dragons     | 9-10  |
|            |                      |       |
|            | 19ª giornata         |       |
| 30-3-2012  | Ulster - Aironi      | 45-7  |
| 30-3-2012  | Dragons - Connacht   | 19-27 |
| 30-3-2012  | Edimburgo - Scarlets | 26-23 |
| 30-3-2012  | Glasgow - Blues      | 31-3  |
| 31-3-2012  | Ospreys - Benetton   | 41-10 |
| 31-3-2012  | Munster - Leinster   | 9-18  |
|            |                      |       |
|            | 22ª giornata         |       |
| 5-5-2012   | Edimburgo - Benetton | 44-21 |
| 5-5-2012   | Glasgow - Connacht   | 24-3  |
| 5-5-2012   | Munster - Ulster     | 36-8  |
| 5-5-2012   | Dragons - Leinster   | 18-22 |
| 5-5-2012   | Scarlets - Blues     | 29-20 |
| 5-5-2012   | Aironi - Ospreys     | 11-18 |

|            | 2ª giornata          |       |
| ---------- | -------------------- | ----- |
| 9-9-2011   | Glasgow - Munster    | 12-23 |
| 9-9-2011   | Leinster - Dragons   | 31-10 |
| 10-9-2011  | Aironi - Ulster      | 19-25 |
| 10-9-2011  | Connacht - Scarlets  | 13-11 |
| 10-9-2011  | Ospreys - Edimburgo  | 26-19 |
| 11-9-2011  | Blues - Benetton     | 33-18 |
|            |                      |       |
|            | 5ª giornata          |       |
| 30-9-2011  | Dragons - Ulster     | 22-9  |
| 30-9-2011  | Edimburgo - Munster  | 29-14 |
| 30-9-2011  | Ospreys - Connacht   | 26-21 |
| 1-10-2011  | Benetton - Scarlets  | 20-10 |
| 1-10-2011  | Leinster - Aironi    | 26-7  |
| 1-10-2011  | Blues - Glasgow      | 13-34 |
|            |                      |       |
|            | 8ª giornata          |       |
| 15-3-2012  | Dragons - Blues      | 18-14 |
| 4-11-2011  | Leinster - Munster   | 24-19 |
| 5-11-2011  | Aironi - Glasgow     | 6-18  |
| 5-11-2011  | Benetton - Edimburgo | 11-22 |
| 5-11-2011  | Ulster - Connacht    | 22-3  |
| 5-11-2011  | Ospreys - Scarlets   | 9-9   |
|            |                      |       |
|            | 11ª giornata         |       |
| 23-12-2011 | Aironi - Benetton    | 27-13 |
| 23-12-2011 | Blues - Dragons      | 28-9  |
| 26-12-2011 | Scarlets - Ospreys   | 22-14 |
| 26-12-2011 | Leinster - Ulster    | 42-13 |
| 26-12-2011 | Edimburgo - Glasgow  | 23-23 |
| 26-12-2011 | Munster - Connacht   | 24-9  |
|            |                      |       |
|            | 14ª giornata         |       |
| 9-2-2012   | Glasgow - Scarlets   | 19-9  |
| 9-2-2012   | Leinster - Benetton  | 42-8  |
| 10-2-2012  | Ulster - Dragons     | 30-12 |
| 10-2-2012  | Blues - Connacht     | 25-15 |
| 10-2-2012  | Edimburgo - Ospreys  | 14-15 |
| 11-3-2012  | Aironi - Munster     | 21-17 |
|            |                      |       |
|            | 17ª giornata         |       |
| 2-3-2012   | Aironi - Leinster    | 6-22  |
| 2-3-2012   | Ospreys - Glasgow    | 20-26 |
| 2-3-2012   | Ulster - Edimburgo   | 38-13 |
| 2-3-2012   | Scarlets - Connacht  | 38-10 |
| 3-3-2012   | Benetton - Blues     | 13-20 |
| 3-3-2012   | Dragons - Munster    | 14-24 |
|            |                      |       |
|            | 20ª giornata         |       |
| 13-4-2012  | Dragons - Benetton   | 32-33 |
| 13-4-2012  | Leinster - Edimburgo | 54-13 |
| 14-4-2012  | Connacht - Ulster    | 26-21 |
| 14-4-2012  | Blues - Ospreys      | 12-33 |
| 14-4-2012  | Munster - Glasgow    | 35-29 |
| 15-4-2012  | Aironi - Scarlets    | 23-26 |

|            | 3ª giornata          |       |
| ---------- | -------------------- | ----- |
| 16-9-2011  | Ulster - Blues       | 20-3  |
| 16-9-2011  | Edimburgo - Connacht | 19-14 |
| 17-9-2011  | Benetton - Ospreys   | 27-32 |
| 17-9-2011  | Leinster - Glasgow   | 19-23 |
| 17-9-2011  | Dragons - Aironi     | 23-14 |
| 17-9-2011  | Munster - Scarlets   | 35-12 |
|            |                      |       |
|            | 6ª giornata          |       |
| 7-10-2011  | Scarlets - Edimburgo | 33-17 |
| 7-10-2011  | Ulster - Benetton    | 12-23 |
| 7-10-2011  | Glasgow - Dragons    | 24-19 |
| 8-10-2011  | Aironi - Blues       | 26-37 |
| 8-10-2011  | Leinster - Connacht  | 30-20 |
| 9-10-2011  | Munster - Ospreys    | 13-17 |
|            |                      |       |
|            | 9ª giornata          |       |
| 24-11-2011 | Blues - Aironi       | 38-0  |
| 25-11-2011 | Scarlets - Dragons   | 22-12 |
| 25-11-2011 | Glasgow - Ulster     | 17-9  |
| 26-11-2011 | Benetton - Leinster  | 20-30 |
| 26-11-2011 | Munster - Edimburgo  | 6-17  |
| 26-11-2011 | Connacht - Ospreys   | 34-17 |
|            |                      |       |
|            | 12ª giornata         |       |
| 30-12-2011 | Dragons - Scarlets   | 6-10  |
| 30-12-2011 | Ulster - Munster     | 33-17 |
| 31-12-2011 | Benetton - Aironi    | 37-14 |
| 1-1-2012   | Connacht - Leinster  | 13-15 |
| 1-1-2012   | Glasgow - Edimburgo  | 17-12 |
| 1-1-2012   | Ospreys - Blues      | 17-12 |
|            |                      |       |
|            | 15ª giornata         |       |
| 17-2-2012  | Blues - Ulster       | 21-14 |
| 17-2-2012  | Ospreys - Aironi     | 23-7  |
| 17-2-2012  | Leinster - Scarlets  | 16-13 |
| 18-2-2012  | Benetton - Munster   | 14-35 |
| 18-2-2012  | Connacht - Glasgow   | 13-13 |
| 18-2-2012  | Dragons - Edimburgo  | 21-10 |
|            |                      |       |
|            | 18ª giornata         |       |
| 23-3-2012  | Leinster - Ospreys   | 22-23 |
| 23-3-2012  | Edimburgo - Dragons  | 15-29 |
| 23-3-2012  | Glasgow - Aironi     | 29-6  |
| 24-3-2012  | Benetton - Ulster    | 23-27 |
| 24-3-2012  | Blues - Scarlets     | 14-26 |
| 24-3-2012  | Connacht - Munster   | 16-20 |
|            |                      |       |
|            | 21ª giornata         |       |
| 20-4-2012  | Ospreys - Dragons    | 31-12 |
| 20-4-2012  | Ulster - Leinster    | 8-16  |
| 21-4-2012  | Connacht - Aironi    | 19-16 |
| 21-4-2012  | Scarlets - Munster   | 20-20 |
| 22-4-2012  | Blues - Edimburgo    | 38-13 |
| 22-4-2012  | Benetton - Warriors  | 8-13  |

### Classifica
| Pos | Squadra          | G  | V  | N | P  | PF  | PS  | DP   | BMP | Pt |
| --- | ---------------- | -- | -- | - | -- | --- | --- | ---- | --- | -- |
| 1   | Leinster         | 22 | 18 | 1 | 3  | 568 | 326 | +242 | 7   | 81 |
| 2   | Ospreys          | 22 | 16 | 1 | 5  | 491 | 337 | +154 | 5   | 71 |
| 3   | Munster          | 22 | 14 | 1 | 7  | 489 | 367 | +122 | 9   | 67 |
| 4   | Glasgow Warriors | 22 | 13 | 4 | 5  | 445 | 321 | +124 | 5   | 65 |
| 5   | Scarlets         | 22 | 12 | 2 | 8  | 446 | 373 | +73  | 10  | 62 |
| 6   | Ulster           | 22 | 12 | 0 | 10 | 474 | 424 | +50  | 8   | 56 |
| 7   | Cardiff Rugby    | 22 | 10 | 0 | 12 | 446 | 460 | −14  | 10  | 50 |
| 8   | Connacht         | 22 | 7  | 1 | 14 | 321 | 433 | −112 | 7   | 37 |
| 9   | Newport G.D.     | 22 | 7  | 1 | 14 | 370 | 474 | −104 | 6   | 36 |
| 10  | Benetton         | 22 | 7  | 0 | 15 | 419 | 558 | −139 | 8   | 36 |
| 11  | Edimburgo        | 22 | 6  | 1 | 15 | 454 | 588 | −134 | 6   | 32 |
| 12  | Aironi           | 22 | 4  | 0 | 18 | 289 | 551 | −262 | 6   | 22 |

## Play-off
|  | Semifinali | Semifinali       | Semifinali |         |          | Finale   | Finale | Finale |  |
|  |            |                  |            |         |          |          |        |        |  |
|  | 1          | Leinster         | 19         |         |          |          |        |        |  |
|  | 1          | Leinster         | 19         |         |          |          |        |        |  |
|  | 4          | Glasgow Warriors | 15         |         |          |          |        |        |  |
|  | 4          | Glasgow Warriors | 15         |         | Leinster | Leinster | 30     |        |  |
|  |            |                  |            |         | Leinster | Leinster | 30     |        |  |
|  |            |                  | Ospreys    | Ospreys | 31       |          |        |        |  |
|  | 2          | Ospreys          | Ospreys    | Ospreys | 31       | 45       |        |        |  |
|  | 2          | Ospreys          |            |         |          |          |        |        |  |
|  | 3          | Munster          | 10         |         |          |          |        |        |  |

### Semifinali
| Arbitro: | Alain Rolland |

|                                                          |      |             |
| Biggar 12’ Fotuali’i 40’ Dirksen 55’ Bishop 63’ Webb 71’ | mt   | 3’ Keatley  |
| Biggar 12’, 40’, 63’, 71’                                | tr   | 3’ Keatley  |
| Biggar 8’, 22’, 30’, 49’                                 | c.p. | 20’ Keatley |

| Arbitro: | George Clancy |

|                          |      |                   |
| D. Kearney 66’           | mt   | 77’ Hall 80’ Hogg |
| Sexton 66’               | tr   | 80’ R. Jackson    |
| Sexton 7’, 23’, 38’, 63’ | c.p. | 9’ Weir           |

### Finale
| Arbitro: | Romain Poite |

|                            |      |                            |
| Cronin 26’ Nacewa 35’, 61’ | mt   | 42’ Beck 59’, 78’ Williams |
| Sexton 26’, 35’, 61’       | tr   | 42’, 78’ Biggar            |
| Sexton 11’, 44’, 51’       | c.p. | 8’, 22’, 34’, 73’ Biggar   |

## Verdetti
- Ospreys: Campione della Celtic League.
- tutte tranne Newport G.D.: qualificate alla Heineken Cup 2012-13.
- Newport G.D.: qualificata alla Challenge Cup 2012-13.